# Feketevégű cápa
A feketevégű cápa (Carcharhinus limbatus) a porcos halak (Chondrichthyes) osztályának kékcápaalakúak (Carcharhiniformes) rendjébe, ezen belül a kékcápafélék (Carcharhinidae) családjába tartozó faj.

## Előfordulása
A feketevégű cápa mindegyik óceánban, valamint a Földközi- és a Vörös-tengerekben is előfordul. Az Atlanti-óceán nyugati felén, a kanadai Új-Skóciától egészen Brazíliáig, míg ugyanez óceán keleti felén, a Madeira- és Kanári-szigetektől kezdve, Szenegál partjain keresztül, egészen a Kongói Demokratikus Köztársaságig található meg. Az indiai-óceáni elterjedése a Dél-afrikai Köztársaság, Madagaszkár, Ausztrália és Kína között terül el. A Csendes-óceán több szigete körül is fellelhető, például Tahiti, Hawaii és a Marquises-szigetek. Ebben az óceánban a legkeletibb állományok a Galápagos-szigeteknél, valamint a mexikói Alsó-Kalifornia és Peru partjainál találhatók meg.

## Megjelenése
Ez a kisebb méretű cápafaj általában 150 centiméter hosszú, de akár 275 centiméteresre is megnőhet; 120-194 centiméteresen már felnőttnek számít. Az eddigi legnehezebb, kifogott példány 122,8 kilogrammot nyomott. Az eléggé rövid cápa feje, hosszúkás és hegyes orrban végződik. Kopoltyúnyílásai hosszúak és felállók. Fogai keskenyek és kiemelkedés látható rajtuk. Az első hátúszó magas; a két hátúszó között nincsen kiemelkedés. A háti része példánytól függően lehet, sötétszürke, hamuszürke kék árnyalattal, vagy bronzos szürke. Hasi része fehér vagy sárgásfehér. Az oldalain a hasúszók tövétől egészen végig, sötét sávok húzódnak. A hasúszók végein fekete pontok vannak. A hátúszók, a mellúszók, a has alatti úszók és a farokúszó alsó nyúlványának a végei feketék vagy sötétszürkék. Ezek az úszóvégi foltozások a fiataloknál élénkebbek; azonban a kor előrehaladtával egyre halványulnak, elmosódnak.

## Életmódja
Szubtrópusi cápafaj, amely főleg a tengervízben él, de a brakkvízbe is beúszik. Főleg a korallzátonyok közelében tartózkodik; 100 méter mélyre is leúszhat, bár általában csak 30 méter mélyen található meg. Habár általában a kontinentális selfeken és a szigetek környékén figyelhető meg, a feketevégű cápa a folyótorkolatok és a mangovéerdők közelébe, valamint az iszapos lagúnákba is beúszik. A nyílt tengeren is, de főleg a tengerfenéken keresi a táplálékát, amely csontos halakból, kisebb cápák és rájákból, fejlábúakból és rákokból tevődik össze. Legfőbb külső élősködői az evezőlábú rákokhoz (Copepoda) tartozó Pandarus sinuatus és Pandarus smithii.
Legfeljebb 12 évig él.

## Szaporodása
Elevenszülő cápafaj; a pete szikzacskója méhlepényszerűen kapcsolódik a nőstény szöveteihez. Egy alomban 1-10 kölyökcápa van. Párosodáskor a cápák összeölelkeznek. A vemhesség 10-12 hónapig tart. Amikor eljön az ellés ideje, nőstény a partok közelébe húzódik; a kölyökcápa születésekkor 38-72, általában 55-66 centiméter hosszú. A nőstény, csak kétévente szaporodik. Ennél a cápafajnál fogságban megfigyelték a szűznemzést (parthenogenesis) is.

## Felhasználása
Mint sok más szirticápát, a feketevégű cápát is ipari mértékben halásszák. A sporthorgászok is kedvelik; mivel partközeli faj, horgászásához nem muszáj hajóra szállni a partról is ráakad a horogra. Habár kevés cápatámadás tulajdonítható ennek a fajnak; ha ingerlik akkor támadni fog. Húsát főleg frissen fogyasztják; a bőrét feldolgozzák, májából pedig májolajat készítenek.

## Képek

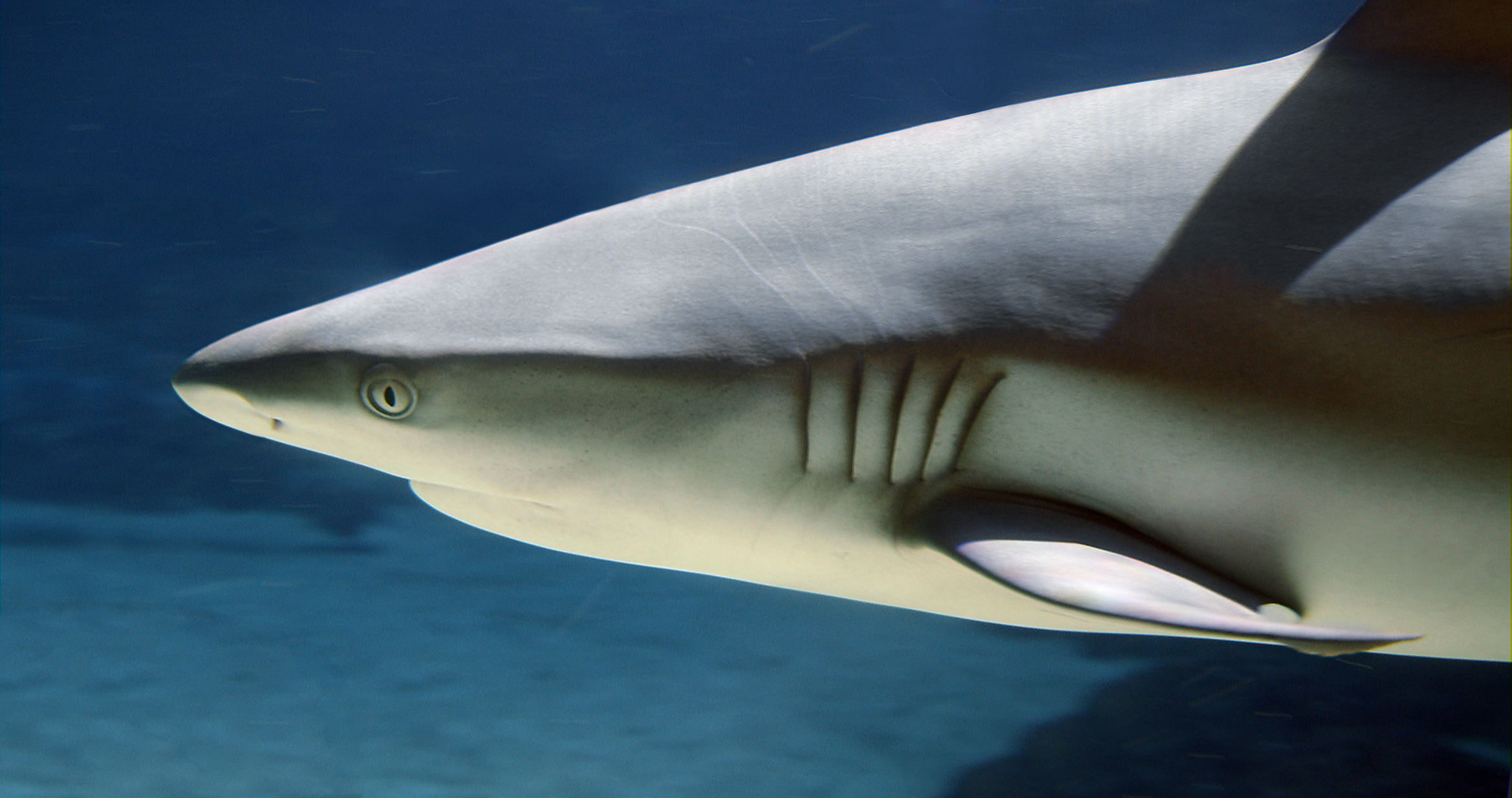
Portré
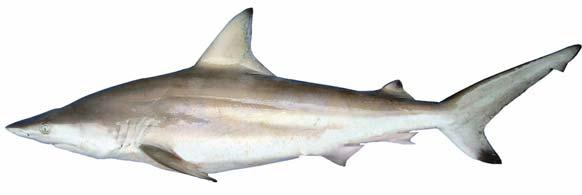
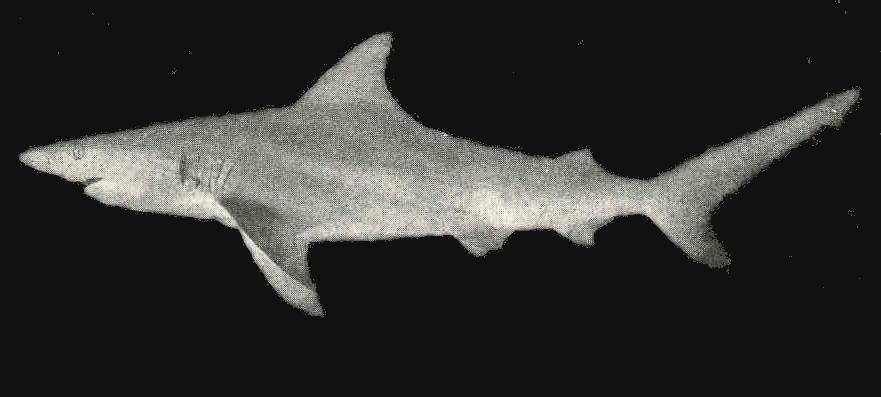
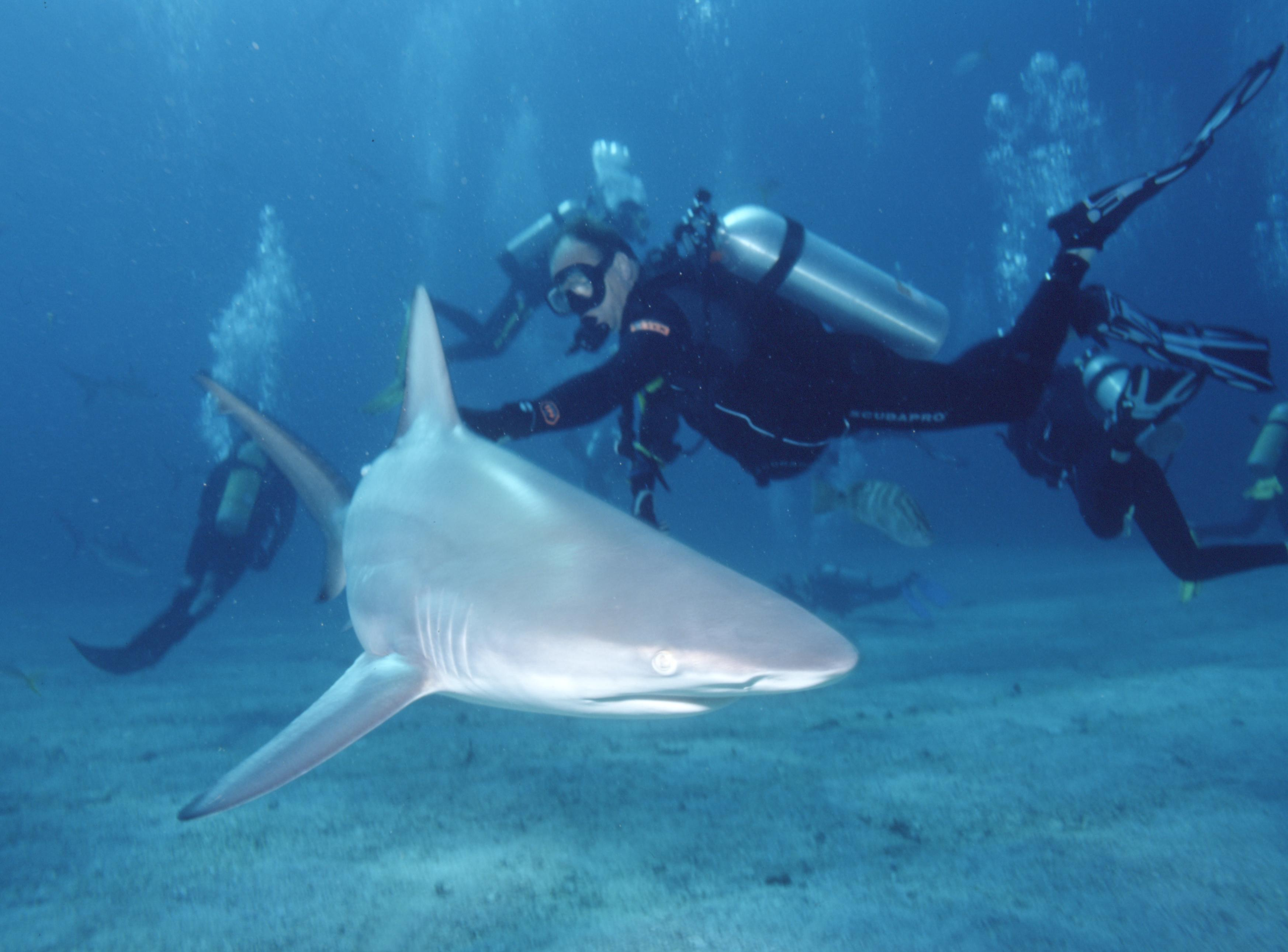
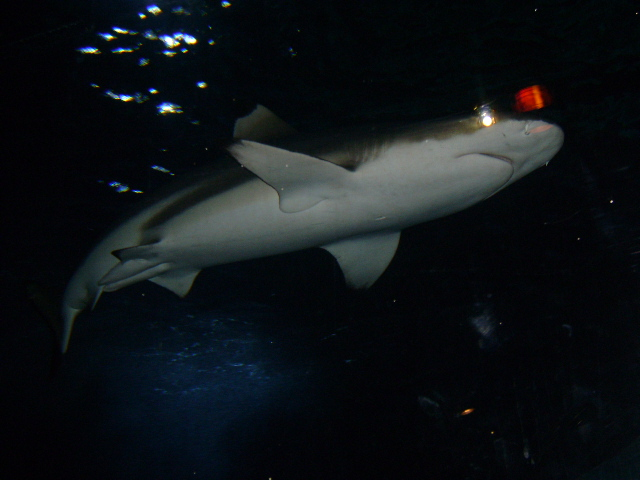
A hasi része
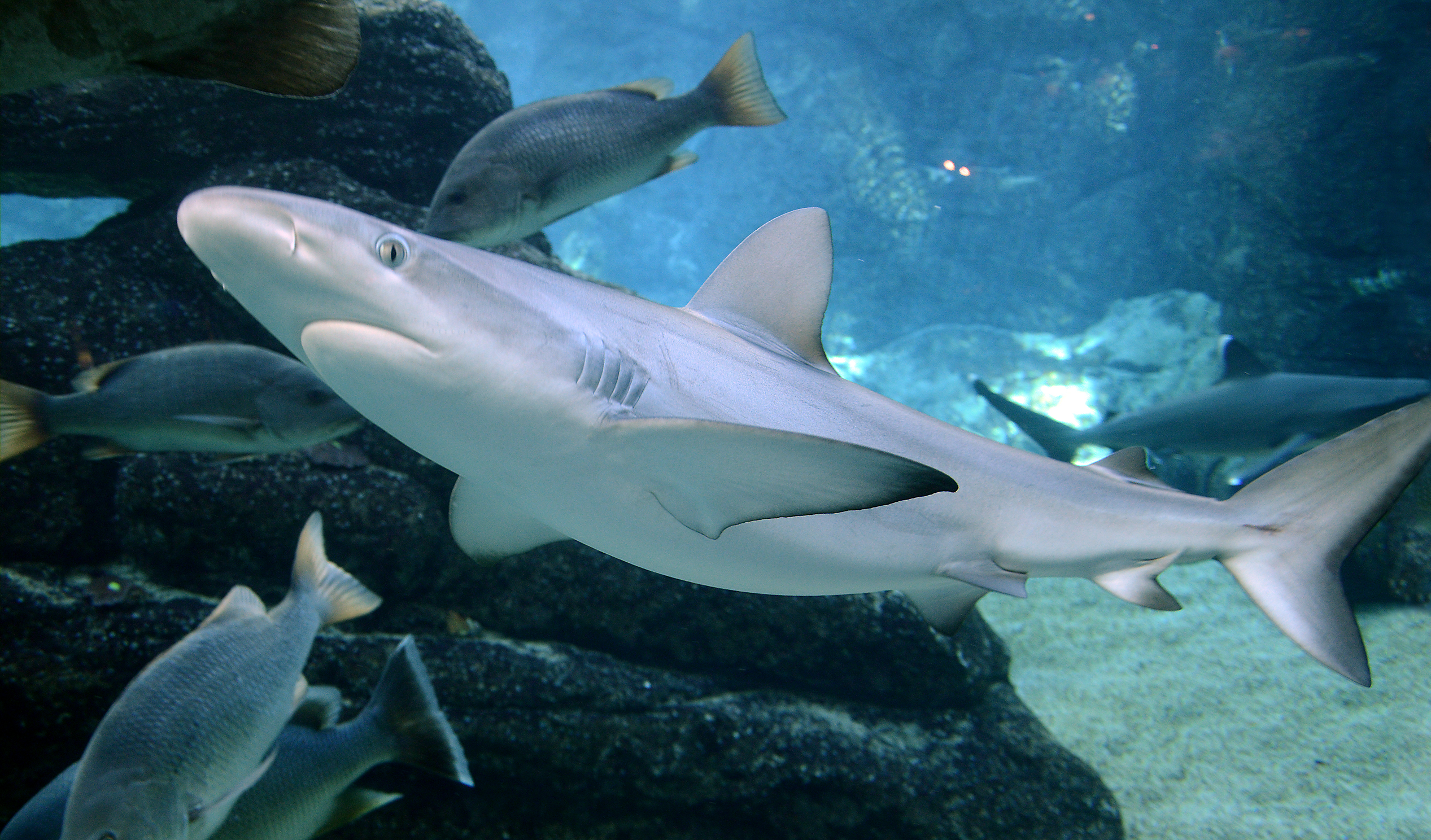
A cápa különböző
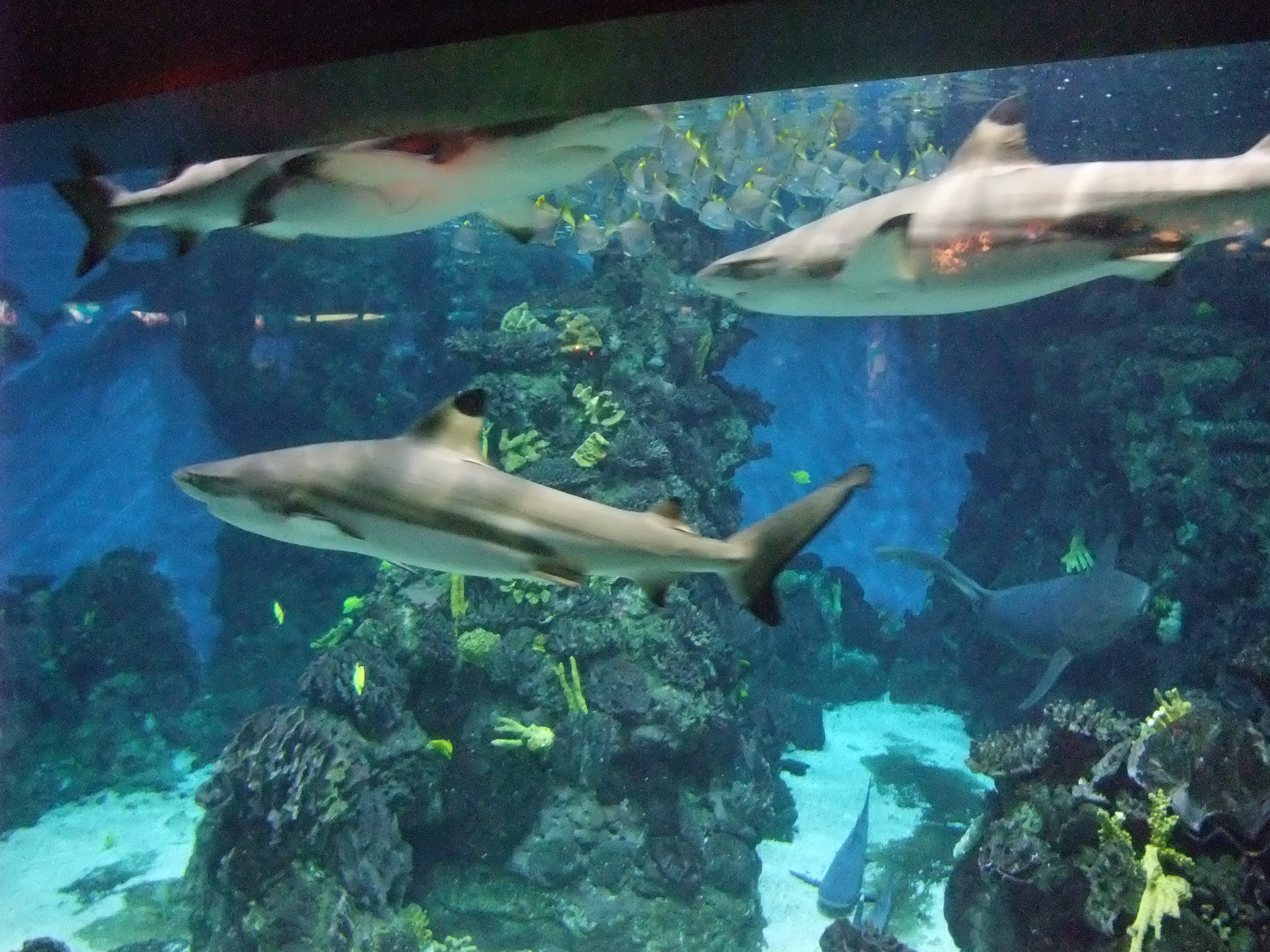
akváriumokban